# Neokeynesizm
Neokeynesizm – doktryna ekonomiczna stanowiąca syntezę monetaryzmu i keynesizmu, będąca jego naturalną ewolucją na skutek kryzysów naftowych, podczas których teoria Keynesa zdawała się zawodzić.
Jest to nurt heterogeniczny, cechuje się dużą różnorodnością, trudno więc znaleźć elementy będące według wszystkich zaliczanych do neokeynesizmu ekonomistów kluczowe. Określanie całego nurtu jako odwołania do Keynesizmu jest częściowym nadużyciem, ponieważ elementów wspólnych z myślą Keynesa jest bardzo mało.

## Teoria
Głównym założeniem neokeynesizmu jest względna sztywność płac i cen w krótkim okresie, jednak nie jest to wspólne z teorią Keynesa, ponieważ założenie sztywności w Ogólnej teorii Keynesa miało jedynie charakter upraszczający wywody. Sztywności oznaczają, że ceny bądź płace reagują na zmiany popytu wolniej niż wielkości realne, czyli np. wielkość produkcji czy poziom zatrudnienia. Mimo odrzucenia przez Keynesa sztywności jako ważnego czynnika swojej teorii neokeynesizm traktuje to założenie jako kluczowy powód zawodności rynków. Postkeynesiści krytykowali założenie sztywności argumentując, że nie stanowi ono o ważności teorii Keynesa, a czasem jest to zjawisko korzystne dla gospodarki.
Uważa się, że szkoła neokeynesowska różni się od Keynesa naciskiem na mikropodstawy, czyli wywodzeniem ich teorii makroekonomicznej z podstaw mikroekonomicznych opisujących działanie pojedynczych jednostek, jednak niektórzy ekonomiści podkreślają, że Ogólna teoria Keynesa zawiera zadowalające mikropodstawy, ponieważ tłumaczy jak jednostkowe decyzje przekładają się na równowagę przy niepełnym zatrudnieniu.
Ponadto w odróżnieniu od teorii Keynesa, akceptuje się założenie neutralności pieniądza w długim okresie oraz działanie mechanizmu równowagi rynkowej w długim okresie przez elastyczne ceny i płace (które są sztywne w krótkim okresie). Neokeynesiści popierają ingerencję państwa w gospodarkę w celu doprowadzenia jej do równowagi w krótkim okresie przy pełnym wykorzystaniu czynników produkcji. Dotyczy to przeciwdziałania cyklom gospodarczym i pozwala na skrócenie okresu, w którym zadziałają mechanizmy rynkowe i uniknięcie strat spowodowanych recesją.
W długim okresie uwidacznia się wpływ teorii monetarystycznej, czyli neutralność pieniądza, jednak neokeynesiści postulują aktywną politykę pieniężną w krótkim okresie, gdzie występuje nieneutralność pieniądza oraz aktywną politykę pieniężną w czasie kryzysu gospodarczego. Wspólnym elementem Neokeynesizmu oraz teorii Keynesa jest występowanie bezrobocia przymusowego. Nowością w stosunku do poprzednich szkół jest też wprowadzenie do analizy asymetrii informacji. W stosunku do polityki fiskalnej występuje awersja do wysokich deficytów jako czynnika zmniejszającego oszczędności i wzrost gospodarczy w długim okresie. Występują również wątpliwości, co do skuteczności dostosowań interwencji państwa w gospodarkę ze względu na opóźnienia w efektach tych interwencji.
Postulaty odnośnie do rynku pracy zawierają uelastycznienie, ograniczenie ochrony pracowniczej oraz zmiany charakteru zasiłków na aktywizacyjny.

## Przedstawiciele
Laureaci nagrody Nobla: John Hicks, James Meade, James Tobin, Paul Samuelson, Franco Modigliani, Robert J. Shiller